# Leave Out All the Rest
Leave Out All the Rest är den femte och sista singeln som släpptes för Linkin Park's tredje album Minutes to Midnight. På grund av låtens popularitet från de digitala försäljningarna under veckan när den släpptes, kom låten på första plats på Top 100 bästa låtarna för den veckan. Den släpptes den 15 juli, 2008. Leave Out All the Rest har varit med i filmen Twilight som hade premiär år 2008. 

## Bakgrund
Låten's arbetande titlar var "Fear" och "When My Time Comes" har Linkin Park skrivit på fodralet till singeln. När den skrevs, gick gruppen igenom över trettio stycken olika sångtexter innan de färdigställde versionen som nu finns i albumet.

## Musikvideo
I en intervju med MTV, sade Mike att videon, regisserad av bandmedlemmen Joe Hahn, skulle utspela sig i en futuristiskt, science fiction sättning och att den skulle visa hur det dagliga livet skulle se ut om bandet skulle befinna sig i yttre rymden. Bandet lever i en fallfärdig, artificiell lokal som banar sin väg genom galaxen. Först ser man dem fördriva tiden genom att utföra jordiska uppgifter, men sen försvinner gravitationen ombord, vilket gör att medlemmarna flyger omkring. Videon visar inga scener där bandet spelar, men man ser dock Chester Bennington sjunga under de flesta av hans solo scener. Videon är inspirerad av den brittiska filmen Sunshine.